# Instituto Max Planck de Física

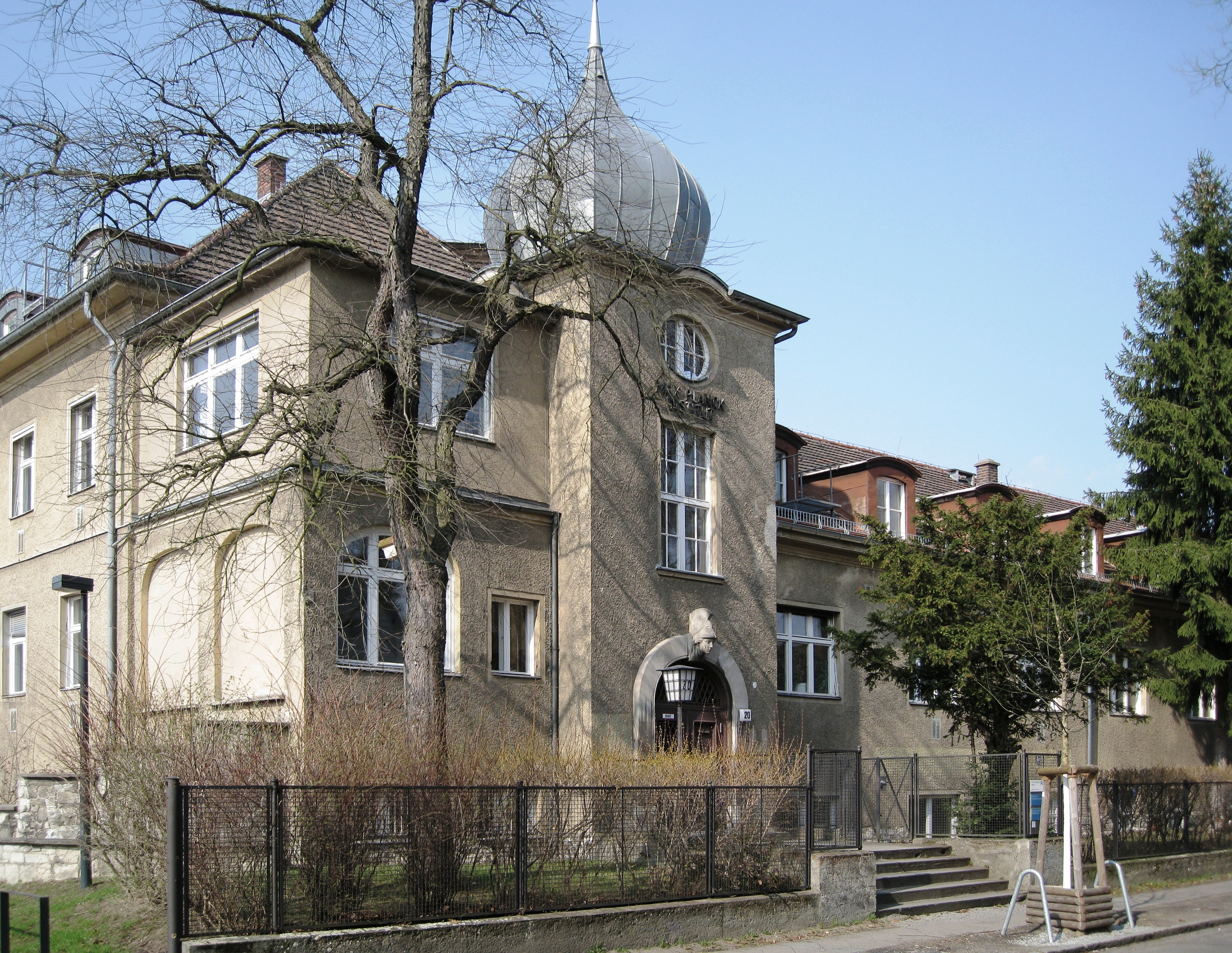
Edificio principal del antiguo Instituto Kaiser Guillermo de Física en Berlín

El Instituto Max Planck de Física está situado en la ciudad alemana de Múnich, y está centrado fundamentalmente en la Física de Altas Energías y la Astrofísica. Forma parte de la Sociedad Max Planck y también se le conoce como Instituto Werner Heisenberg, en honor a su primer director.
Fue fundado inicialmente como Instituto Kaiser Guillermo de Física en 1917 en Berlín. Albert Einstein, Fritz Haber, Walther Nernst, Max Planck y Peter Debye fueron algunos de sus directores. La Segunda Guerra Mundial obligó a refundar el instituto, primero en Gotinga y luego, como Instituto Max Planck de Física y Astrofísica, en Múnich en 1958. En 1991 el instituto descindió en el instituto actual de Física, que permaneció en su situación original en la ciudad de Múnich, y el Instituto Max Planck de Astrofísica y el Instituto Max Planck de Física Extraterrestre, ambos en Garching, cerca de Múnich.
- Datos: Q463326
- Multimedia: Max-Planck-Institut for Physics Munich / Q463326